# Zaak-Notaris X
De zaak-Notaris X kwam in 1986 op gang in België toen het weekblad Humo en de krant De Morgen een Antwerpse notaris beschuldigden van seksueel misbruik van zijn twee zoontjes. De affaire werd gelinkt aan de Roze Balletten, maar bleek uiteindelijk te berusten op valse beschuldigingen.

## Geschiedenis

### Aanklacht
In 1983 besloten een Belgische notaris en zijn vrouw te scheiden. Zijn vrouw werd het hoederecht over hun twee zoontjes, respectievelijk zes en drie jaar oud, toegewezen en hijzelf kreeg bezoekrecht. 
Niet lang daarna beschuldigde de vrouw haar man ervan haar zoontjes seksueel te hebben misbruikt. De zaak haalde de pers en de notaris kreeg de schuilnaam Notaris X. Naast de aanklachten over incest, werd de man ervan beschuldigd deel uit te maken van een extreemrechts netwerk dat kinderen op rituele wijze misbruikte. 
Ook werd gesuggereerd dat hij zou hebben deelgenomen aan de Roze Balletten, legendarische (maar nooit bewezen) seksfuiven die eind jaren 70 zouden hebben plaatsgevonden en waaraan diverse hooggeplaatste personen zouden hebben deelgenomen. Sommige speurders legden hierbij een verband tussen de aanslagen die de Bende van Nijvel in 1984-1985 gepleegd had en vermoedden dat de Bende lastige getuigen van deze Roze Balletten uit de weg hadden geruimd. Gezien de criminelen veel mensen verwondden en vermoord hadden voor een relatief kleine buit ontstond de theorie dat de Bende vooral angst en terreur wilde zaaien opdat bange burgers massaal voor extreemrechtse partijen zouden stemmen. De vader van Notaris X werd er bovendien van verdacht extreemrechtse groeperingen te financieren. In het kader van deze theorieën en de angst die de destijds nog recente aanslagen van de Bende onder de bevolking veroorzaakten werden de aanklachten tegen Notaris X enigszins geloofwaardig en sommige media spendeerden veel aandacht aan de zaak.

### Media-aandacht en processen
De beschuldigingen van incest leidden tot talrijke correctionele procedures tegen Notaris X, waarbij een aanzienlijk aantal deskundigen en advocaten de beide partijen bijstonden. Een (controversiële) professor kinderpsychiatrie aan de Katholieke Universiteit Leuven bevestigde dat de notaris de kinderen seksueel misbruikt zou hebben.
Met name het weekblad Humo en de krant De Morgen beten zich vast in de zaak. Bij Humo waren hierbij voornamelijk Hugo Gijsels, Leo De Haes en Guy Mortier actief. Er kwam een 'heksenjacht' op gang, onder andere door een solidariteitsoproep die werd geplaatst voor een Komitee Wim en Jan (de schuilnamen die aan de zonen van Notaris X werden gegeven). Er werden wekelijks manifestaties gehouden op de trappen van het Antwerpse Gerechtshof. De Antwerpse politie greep in, waarna De Morgen haar van partijdigheid betichtte. De betrokken media beschuldigden bepaalde Antwerpse magistraten, wetsdokters en kinderpsychiaters eveneens van extreemrechtse sympathieën en bevooroordeelde bescherming van Notaris X. Dit leidde er vier hoge magistraten, waaronder eerste voorzitter van het hof van beroep Alice De Man, toe om De Morgen en Humo te vervolgen, met tot gevolg veroordelingen in eerste aanleg en in beroep en bevestiging in Cassatie. 
In 1997 zou de Belgische Staat in het ongelijk gesteld worden inzake deze veroordelingen door het Europees Hof voor de Rechten van de Mens wegens schending van het Europees Verdrag voor de Rechten van de Mens in zake vrijheid van meningsuiting.

### Vrijspraak
De politie en het parket onderzochten de zaak grondig, maar vonden geen indicaties van enig misbruik. Notaris X werd bij verschillende strafrechtelijke procedures telkens vrijgesproken en opeenvolgende rechtbanken kenden hem steeds opnieuw, in vijf vonnissen, het hoederecht toe, dat aan de moeder werd ontnomen. Uiteindelijk bleek dat de ex-vrouw en haar omgeving het hele verhaal hadden verzonnen.
In 2003, toen de zonen volwassen waren, verklaarden ze dat er helemaal niets aan de hand was geweest en dat ze het schandalig vonden dat de betrokken media zich nooit hadden verontschuldigd voor hun blunder.
Mark Grammens, uitgever van het linkse weekblad De Nieuwe schreef hierover in zijn Journaal:

Hoe men voorts ook moge denken over een en ander, altijd is het fout om elementen uit een echtscheidingsproces aan de openbaarheid prijs te geven. Daar is geen enkel zinvol oogmerk mee gediend. (...) De pers moet, wanneer daar aanleiding toe bestaat, het falen van de rechterlijke macht aanklagen, en kan dit moeilijk anders doen dan aan de hand van de feiten die derhalve openbaar moeten worden gemaakt. (Maar) een dergelijke kritiek (moet) dan gepaard gaan met uiterste kiesheid en elke sensationalisering (moet) worden vermeden. Dat is hier zeker niet gebeurd, integendeel: de publieke hetze nam zulke vormen aan dat geen fatsoenlijk mens daar nog iets mee te maken wilde hebben en het een welhaast hysterische zaak werd van een beperkt groepje Antwerpse marginalen

De auteur Paul Koeck schreef over dit verhaal een verhelderend boek, Notaris X (1990) dat de lichtzinnigheid van bepaalde 'onderzoeksjournalistiek' aanklaagde. Leo Geerts concludeerde hierover:

Dat Koeck de moed heeft opgebracht dit boek te schrijven tegen zijn vrienden van Humo en De Morgen, is dus niet zonder verdienste. En voor de auteur niet vrijblijvend: het wordt hem niet in dank afgenomen.

## In populaire cultuur
- Bart Peeters en Hugo Matthysen voerden tijdens hun radioprogramma Het Leugenpaleis eind jaren 80 een personage op dat ook "Notaris X" heette.

## Vergelijkbare affaires
- De massahysterie rond vermeende pedofielen in het Nederlandse dorpje Oude Pekela, eind jaren 80.
- Bolderkar-affaire.
- Zaak-Outreau

## Referentie
1. ↑  Respect voor magistraten
2. ↑  Kinderen Notaris X ontkennen misbruik